# جسی بیمز
جسی بیمز (انگلیسی: Jesse Beams؛ زاده ۲۵ دسامبر ۱۸۹۸ درگذشته ۲۳ ژوئیهٔ ۱۹۷۷) یک دانشمند اهل ایالات متحده آمریکا بود.